# 吐谷浑邪
吐谷浑邪（？—634年），东突厥颉利可汗属下胡禄达官。
吐谷浑邪原为颉利可汗母亲婆施的媵臣。唐高祖武德三年（620年），颉利继可汗位后，授吐谷浑邪为胡禄达官，辅佐军事、内政外交。唐太宗贞观四年（630年），唐朝灭东突厥，吐谷浑邪随颉利可汗到达长安。贞观八年（634年），颉利病卒，吐谷浑邪哀恸自杀。唐太宗赠他为中郎将，葬在灞水之东颉利墓旁，诏中书侍郎岑文本刻其事于颉利、浑邪之墓碑。